# Adolf von Harnier
Adolf Freiherr von Harnier (14 de abril de 1903 – 12 de maio de 1945) foi um advogado alemão e membro da resistência contra o Partido Nazista. Nascido na Baviera, era filho de um proprietário de terras. Obteve um doutorado em direito em 1934 e, em seguida, estabeleceu-se em Munique como advogado. Rejeitou o Nazismo e converteu-se ao Catolicismo. Como jurista, defendeu clérigos e judeus durante a era Nazista. Ele foi o líder de um grupo que apoiava a restauração do monarquismo na Baviera.
Denunciado por um informante da Gestapo, foi preso em 1939. Julgado por traição, foi condenado a dez anos de prisão. Morreu de febre tifoide em 12 de maio de 1945, pouco depois de a prisão em Straubing, onde estava detido, ser libertada pelas Tropas Americanas.